# Schwartz (geslacht)
Het van oorsprong joodse geslacht Schwartz (ook: Van der Poorten Schwartz) is afkomstig uit de Poolse stad Międzyrzecz en nakomelingen vestigden zich in Nederland en Engeland.

## Geschiedenis
De stamvader is  Isaac Levin Schwartz die met zijn echtgenote Bertha Wollstein in 1851 te Międzyrzecz (Meseritz) woonde. Hun zoon Carl August Ferdinand Schwartz (1817-1870) studeerde te Berlijn voor rabbijn maar bekeerde zich tijdens zijn studie tot het christendom. Hij werd zendeling van de Vrije Schotse Kerk alvorens in 1849 predikant van de Schotse Zendingskerk te Amsterdam te worden. Van 1864 tot zijn overlijden was hij predikant te Londen. Nageslacht vestigde zich zowel in Nederland als in Engeland. In 1889 verkreeg mr. Josua Marius Willem Schwartz naamswijziging tot Van der Poorten Schwartz. Nageslacht werd predikant, letterkundige of docent of rector aan Nederlandse scholen.

## Enkele telgen
Dr. Carl August Ferdinand Schwartz (1817-1870), predikant; trouwde in tweede echt in 1851 met Cornelia van Vollenhoven (1822-1902), telg uit de bierbrouwerstak van het geslacht Van Vollenhoven
- Dr. Alexander Jozeph Schwartz (1845-1904), predikant te Londen en letterkundige
- Dr. Carl Gottlieb Philipp Schwartz (1848-1909), rector van het gymnasium te Doetinchem; trouwde in 1876 met Johanna Amelia Hora Siccama (1844-1884), telg uit het geslacht Siccama, en in 1888 met Elisabeth Wendelina Henriette Geertruida Sophia van den Heuvel tot Beichlingen gezegd Bartolotti Rijnders (1856-1933)
  - Dr. Maximiliaan August Schwartz (1884-1973), classicus, rector, laatstelijk van het gymnasium te Nijmegen, vertaler; trouwde in 1911 met Florence Adrienne Telders (1889-1948), telg uit het geslacht Telders en dochter van prof. ir. Jean Marie Telders (1843-1900)
    - Johanna Amelia Schwartz (1913-2000); trouwde in 1938 met Frants Edvard Röntgen (1904-1980), architect en zoon van componist Julius Röntgen (1855-1932)
- Johannes Schwartz (1854-1929), directeur Bierbrouwerij en Azijnmakerij "De Gekroonde Valk" Van Vollenhoven & Co. te Amsterdam; trouwde in 1890 met jkvr. Harmanna Maria de Savomin Lohman (1866-1915), telg uit het geslacht Lohman en dochter van jhr. mr. Alexander de Savornin Lohman (1837-1924), politicus
  - Cornelia Schwartz (1890-1991); trouwde in 1912 met haar volle neef prof. jhr. mr. Bonifacius Christiaan de Savornin Lohman (1883-1946), hoogleraar staatsrecht en lid van de Eerste Kamer
  - Maria Carolina Schwartz (1892-1988); trouwde in tweede echt in 1934 met Hendrik Petrus Doodeheefver (1889-1971), directeur en kleinzoon van de oprichter van N.V. Rath & Doodeheefver’s Behangselpapierhandel
  - Ferdinand Alexander Schwartz (1897-1946), directeur Bierbrouwerij Van Vollenhoven te Amsterdam
- Mr. Josua Marius Willem van der Poorten Schwartz (1858-1915), letterkundige in de Engelse taal onder de naam Maarten Maartens; trouwde in 1883 met zijn volle nicht Anna van Vollenhoven (1862-1924), telg uit het geslacht Van Vollenhoven

Geslachten die opgenomen zijn in het sinds 1910 verschijnende genealogische naslagwerk Nederland's Patriciaat. Lijst volgens opgave van het CBG Centrum voor familiegeschiedenis.
A · B · C · D · E · F · G · H · I · J · K · L · M · N · O · P · Q · R · S · T · U · V · W · Y · Z